# Willi Sippel
Willi Sippel (* 20. März 1929) ist ein deutscher Fußballspieler, der für die saarländische Nationalmannschaft aktiv war.

## Karriere

### Verein
Er spielte von 1950 bis 1953 beim 1. FC Nürnberg, womit er in der Endrunde zur deutschen Meisterschaft 1950/51 sowie 1951/52 jeweils den zweiten Platz in der Tabelle der jeweiligen Gruppe erreichte. Im ersten DFB-Pokal nach dem Zweiten Weltkrieg schaffte er es mit seinem Verein bis zum Achtelfinale gegen Alemannia Aachen, das zum Ergebnis ein 3:3-Unentschieden hatte. Das darauf folgende Wiederholungsspiel gegen den späteren Finalisten wurde allerdings 2:0 verloren. Von 1953 bis 1955 war er danach noch für die Borussia Neunkirchen aktiv. Mit diesen erreichte er dann in den beiden Saisons der damaligen Oberliga Südwest stets mittlere Tabellen-Plätze.

### Nationalmannschaft
In der Nationalmannschaft kam er zwischen 1954 und 1955 auf insgesamt 4 Einsätze in Freundschaftsspielen. Jedes dieser Spiele ging allerdings verloren. Seit dem Tod von Werner Otto im März 2025 ist Sippel der letzte noch lebende ehemalige Nationalspieler der Saarländischen Fußballnationalmannschaft. 